# Basauxia pulchra
Basauxia pulchra är en svampart som beskrevs av Subram. 1995. Basauxia pulchra ingår i släktet Basauxia, divisionen sporsäcksvampar och riket svampar.   Inga underarter finns listade i Catalogue of Life.